# Pitolisant
{{chembox-lat
| Verifiedfields =
| verifiedrevid = 464208162
|ImageFile=BF2649_structure.png
|ImageSize=200px
|IUPACName=1-{3-[3-(4-hlorofenil)propoksi]propil}piperidin
|OtherNames= BF2.649
|Section1=!Identifikacija
|-

| 

| 
- 903576-44-3

|-
| 

| 
- interaktivna slika

|-
| 
| 
- 8123714

|-
| 

| 
- 9948102

|-
| 
|-
| 
|-
|Section2=!Svojstva
|-
| 
| 
|-
| Molarna masa
|   
|-
|Section3=
}}
Pitolisant (INN) ili tiprolisant (USAN) je inverzni agonist/antagonist histaminskog receptora koji je selektivan za H3 receptor. On ima stimulantne i nootropne efekte u životinjskim studijama, i može da ima nekoliko potencijalnih medicinskih primena. Istražen je za tretman narkolepsije, i za tu indikaciju mu je odobren status orfan leka u EU i SAD. On je u kliničkim ispitivanjima za šizofreniju i Parkinsonova bolest.
Pitolisant je razvijen nakon otkrića H3 receptora. Pitolisant je prvi inverzni agonist H3 receptora sa kliničkom primenom.